# Golden Globe 1976
La 33ª edizione della cerimonia di premiazione di Golden Globe si è tenuta il 24 gennaio 1976 al Beverly Hilton Hotel di Beverly Hills, California.
Lisa Farringer è stata la Golden Globe Ambassador dell'edizione.

## Premi per il cinema
Vengono di seguito indicati in grassetto i vincitori. Ove ricorrente e disponibile, viene indicato il titolo in lingua italiana e quello in lingua originale tra parentesi.

### Miglior film drammatico
- Qualcuno volò sul nido del cuculo (One Flew over the Cuckoo's Nest), regia di Miloš Forman
- Barry Lyndon, regia di Stanley Kubrick
- Quel pomeriggio di un giorno da cani (Dog Day Afternoon), regia di Sidney Lumet
- Lo squalo (Jaws), regia di Steven Spielberg
- Nashville, regia di Robert Altman

### Miglior film commedia o musicale
- I ragazzi irresistibili (The Sunshine Boys), regia di Herbert Ross
- Funny Lady, regia di Herbert Ross
- La Pantera Rosa colpisce ancora (The Return of the Pink Panther), regia di Blake Edwards
- Shampoo, regia di Hal Ashby
- Tommy, regia di Ken Russell

### Miglior regista
- Miloš Forman - Qualcuno volò sul nido del cuculo (One Flew over the Cuckoo's Nest)
- Stanley Kubrick - Barry Lyndon
- Sidney Lumet - Quel pomeriggio di un giorno da cani (Dog Day Afternoon)
- Steven Spielberg - Lo squalo (Jaws)
- Robert Altman - Nashville

### Miglior attore in un film drammatico
- Jack Nicholson - Qualcuno volò sul nido del cuculo (One Flew over the Cuckoo's Nest)
- Al Pacino - Quel pomeriggio di un giorno da cani (Dog Day Afternoon)
- Gene Hackman - Il braccio violento della legge 2 (French Connection II)
- James Whitmore - Give 'em Hell, Harry!
- Maximilian Schell - The Man in the Glass Booth

### Migliore attrice in un film drammatico
- Louise Fletcher - Qualcuno volò sul nido del cuculo (One Flew over the Cuckoo's Nest)
- Karen Black - Il giorno della locusta (The Day of the Locust)
- Glenda Jackson - Il mistero della signora Gabler (Hedda)
- Marilyn Hassett - Una finestra sul cielo (The Other Side of the Mountain)
- Faye Dunaway - I tre giorni del Condor (Three Days of the Condor)

### Miglior attore in un film commedia o musicale
- George Burns - I ragazzi irresistibili (The Sunshine Boys)
- Walter Matthau - I ragazzi irresistibili (The Sunshine Boys)
- James Caan - Funny Lady
- Peter Sellers - La Pantera Rosa colpisce ancora (The Return of the Pink Panther)
- Warren Beatty - Shampoo

### Migliore attrice in un film commedia o musicale
- Ann-Margret - Tommy
- Barbra Streisand - Funny Lady
- Liza Minnelli - In tre sul Lucky Lady (Lucky Lady)
- Julie Christie - Shampoo
- Goldie Hawn - Shampoo

### Miglior attore non protagonista
- Richard Benjamin - I ragazzi irresistibili (The Sunshine Boys)
- Burgess Meredith - Il giorno della locusta (The Day of the Locust)
- John Cazale - Quel pomeriggio di un giorno da cani (Dog Day Afternoon)
- Charles Durning - Quel pomeriggio di un giorno da cani (Dog Day Afternoon)
- Henry Gibson - Nashville

### Migliore attrice non protagonista
- Brenda Vaccaro - Una volta non basta (Jacqueline Susann's Once Is Not Enough)
- Ronee Blakley - Nashville
- Geraldine Chaplin - Nashville
- Barbara Harris - Nashville
- Lily Tomlin - Nashville
- Lee Grant - Shampoo

### Migliore attore debuttante
- Brad Dourif - Qualcuno volò sul nido del cuculo (One Flew over the Cuckoo's Nest)
- Chris Sarandon - Quel pomeriggio di un giorno da cani (Dog Day Afternoon)
- Ben Vereen - Funny Lady
- Jeff Lynas - Lies My Father Told Me (Les mensonges que mon pere me contait)
- Roger Daltrey - Tommy

### Migliore attrice debuttante
- Marilyn Hassett - Una finestra sul cielo (The Other Side of the Mountain)
- Stockard Channing - Due uomini e una dote (The Fortune)
- Jeannette Clift - The Hiding Place
- Barbara Carrera - Il giorno del grande massacro (The aster Gunfighter)
- Ronee Blakley - Nashville
- Lily Tomlin - Nashville

### Migliore sceneggiatura
- Lawrence Hauben e Bo Goldman - Qualcuno volò sul nido del cuculo (One Flew over the Cuckoo's Nest)
- Frank Pierson - Quel pomeriggio di un giorno da cani (Dog Day Afternoon)
- Peter Benchley e Carl Gottlieb - Lo squalo (Jaws)
- Joan Tewkesbury - Nashville
- Neil Simon - I ragazzi irresistibili (The Sunshine Boys)

### Migliore colonna sonora originale
- John Williams - Lo squalo (Jaws)
- John Kander e Fred Ebb - Funny Lady
- Maurice Jarre - L'uomo che volle farsi re (The Man Who Would Be King)
- Charles Fox - Una finestra sul cielo (The Other Side of the Mountain)
- Henry Mancini - La Pantera Rosa colpisce ancora (The Return of the Pink Panther)

### Migliore canzone originale
- I'm Easy, musica e testo di Keith Carradine - Nashville (Nashville)
- How Lucky Can You Get, musica e testo di Fred Ebb e John Kander - Funny Lady (Funny Lady)
- Richard's Window, musica di Charles Fox, testo di Norman Gimbel - L'altra faccia della montagna (The Other Side of the Mountain)
- My Little Friend, musica di Roy Budd, testo di Sammy Cahn - Buona fortuna maggiore Bradbury (Paper Tiger)
- Now That We're in Love, musica di George Barrie, testo di Sammy Cahn - W.H.I.F.F.S. - La guerra esilarante del soldato Frapper (Whiffs)

### Miglior film straniero
- Lies My Father Told Me (Les mensonges que mon pere me contait), regia di Ján Kadár (Canada)
- Il mistero della signora Gabler (Hedda), regia di Trevor Nunn (Regno Unito)
- L'affare della Sezione Speciale (Section spéciale), regia di Costa-Gavras (Francia/Italia/Germania Ovest)
- Tutta una vita (Toute une vie), regia di Claude Lelouch (Francia/Italia/)
- Il flauto magico (Trollflöjten), regia di Ingmar Bergman (Svezia)

### Miglior documentario
- Youthquake! (Youthquake!), regia di Max B. Miller e Bob Grant
- Brother, Can You Spare a Dime? (Brother, Can You Spare a Dime?), regia di Philippe Mora
- The Gentleman Tramp (The Gentleman Tramp), regia di Richard Patterson
- Mustang: The House That Joe Built (Mustang: The House That Joe Built), regia di Robert Guralnick
- The Other Half of the Sky: A China Memoir (The Other Half of the Sky: A China Memoir), regia di Shirley MacLaine e Claudia Weill
- UFOs: Past, Present, and Future (UFOs: Past, Present, and Future), regia di Bob Emenegger

## Premi per la televisione
Vengono di seguito indicati in grassetto i vincitori. Ove ricorrente e disponibile, viene indicato il titolo in lingua italiana e quello in lingua originale tra parentesi.

### Miglior serie drammatica
- Kojak
- Baretta
- Colombo (Columbo)
- Petrocelli
- Sulle strade della California (Police Story)

### Miglior serie commedia o musicale
- Barney Miller (Barney Miller)
- Arcibaldo (All in the Family)
- The Carol Burnett Show (The Carol Burnett Show)
- Chico and the Man (Chico and the Man)
- Mary Tyler Moore (The Mary Tyler Moore Show)

### Miglior mini-serie o film per la televisione
- Babe (Babe), regia di Buzz Kulik
- Guilty or Innocent: The Sam Sheppard Murder Case (Guilty or Innocent: The Sam Sheppard Murder Case), regia di Robert Michael Lewis
- A Home of Our Own (A Home of Our Own), regia di Robert Day
- The Legend of Lizzie Borden (The Legend of Lizzie Borden), regia di Paul Wendkos
- Xanadu - Chiudi gli occhi e guarda le stelle (Sweet Hostage), regia di Lee Philips

### Miglior attore in una serie drammatica
- Robert Blake - Baretta (Baretta)
- Telly Savalas - Kojak (Kojak)
- Barry Newman - Petrocelli (Petrocelli)
- Karl Malden - Le strade di San Francisco (The Streets of San Francisco)
- Peter Falk - Colombo (Columbo)

### Miglior attore in una serie commedia o musicale
- Alan Alda - M*A*S*H
- Carroll O'Connor - Arcibaldo (All in the Family)
- Hal Linden - Barney Miller
- Bob Newhart - The Bob Newhart Show (The Bob Newhart Show)
- Redd Foxx - Sanford and son (Sanford and Son)
- Johnny Carson - The Tonight Show Starring Johnny Carson (The Tonight Show Starring Johnny Carson)

### Miglior attrice in una serie drammatica
- Lee Remick - Jennie: Lady Randolph Churchill (Jennie: Lady Randolph Churchill)
- Lee Meriwether - Barnaby Jones (Barnaby Jones)
- Rosemary Harris - Notorious Woman (Notorious Woman)
- Angie Dickinson - Pepper Anderson agente speciale (Police Woman)
- Michael Learned - Una famiglia americana (The Waltons)

### Miglior attrice in una serie commedia o musicale
- Cloris Leachman - Phyllis
- Carol Burnett - The Carol Burnett Show
- Mary Tyler Moore - Mary Tyler Moore (The Mary Tyler Moore Show)
- Beatrice Arthur - Maude
- Valerie Harper - Rhoda

### Miglior attore non protagonista in una serie
- Tim Conway - The Carol Burnett Show (The Carol Burnett Show)
- Edward Asner - Mary Tyler Moore (The Mary Tyler Moore Show)
- Rob Reiner - Arcibaldo (All in the Family)
- Jimmie Walker - Good Times (Good Times)
- Ted Knight - Mary Tyler Moore (The Mary Tyler Moore Show)

### Miglior attrice non protagonista in una serie
- Hermione Baddeley - Maude
- Nancy Walker - McMillan e signora (McMillan & Wife)
- Susan Howard - Petrocelli
- Julie Kavner - Rhoda
- Nancy Walker - Rhoda